# Sušak
Sušak (ital. Sussak) je naselje od 30.000 stanovnika koje je od 1948. istočni deo grada Rijeke, najveće hrvatske luke. Nalazi se na levoj obali reke Rječine.

## Geografija
Sušak je smešten na severu Kvarnera, na krajnjem zapadu Hrvatskog primorja na levoj obali Rječine koja čini granicu prema istorijskoj Julijskoj pokrajini. Danas obuhvata područje do uvale Martinšćica (na istoku) te izdvojna prigradska naselja Draga i Orehovica (na severu) te sela iznad kanjona Rječine Svilno i Pašac (severozapadno - naselja Grobničkog polja) te selo Sv. Kuzam (severoistočno). Gradu Sušaku je između dva rata, od 1924. priključen i deo teritorija Slobodne države Rijeka – Delta i Porto Baroš, a pripadala mu je uvala Martinšćica i zapadni deo Kostrene.

## Istorija
Na Trsatu je najstarije naselje na području Sušaka, kašteljer keltsko ilirskog plemena Japoda, kojima je to bila gradina najbliža moru (na primorju su obitavali Liburni). Osvajanjem Rimljana i osnivanjem kastruma i naselja Tarsatica na desnoj obalu Rječine, trsatska gradina ostaje napuštena sve do nesigurnih vremena provale barbarskih plemena na zalasku Zapadnog rimskog imperija, kada se Tarsačani sklanjaju u Istru ili na sigurniju gradinu na Trsatu, gdje do danas ostaje taj toponim.
Tarsatico, Tersattico (Trsat) se spominje u Srednjem veku, a u XV. v. postaje posed krčkih feudalaca Frankopana, koji 1453. daju zemljište franjevačkom konvektu. Godine 1531. uskočki kapetan Petar Kružić gradi Trsatske škale od Sušaka (u tadašnjem užem poimanju tog toponima za područje istočno od donjeg toka Rječine) prema franjevačkom manastirskom komleksu sa crkvama na Trsatu.

### Novi vek
Sušak (u užem smislu - područje na levoj obali Rječine) je dugo vremena nenaseljen i opisno je nazivan 'oltre la Fiumara – Preko Rečine', alla riva tersattana di Fiumara – na trsatskoj strani Rečine', 'trans pontem, sottoTersatto – pod Trsatom' ili San Lorenzo – Sv. Lovreč (po kapelici koju je sagradio Petar Kružić na mestu današnjeg Sušačkog oblakodera)
U XVIII veku preko mosta na levoj obali Rječine su postojale samo 3 kuće, konaćište, zgrada carine te baraka, a kasnije zidana kuća za smeštaj carinika. U tom veku (od 1726. do 1732) se gradi Karolinski put (Karolina) dug 106 km od Rijeke preko Sušaka prema Bakru i severno do Karlovca.
Prvi put se ime Sussach spominje u jednom dokumentu od 14. IV. 1822. za područje od Marganova (kanjon Rječine) do Pećina te na severu do starog puta za Trsat (kao posed trsatskog franjevačkog konventa). Priča da je Sušak dobio ime jer su Fijumanke tu sušile veš spada u pučku etimologiju jer perilo je bilo na Školjiću (Scoglieto) gde je bilo dovljno mesta i za sušenje vešaa i bilo bi apsurno ići preko granice sušiti robu. G. Kobler je u pravu kada pretpostavlja da je to bio naziv za suvo područje nastalo nasipavanjem (čitav kvart od hotela Kontinental do današnjeg ušća Rječine i do Brajdice na istoku te sve do današnje Delte na jugu je na nasutom terenu - pored ostalog i od svog građevinskog otpada nakon razornog potresa u Rijeci 1750. ovde nasipavanog). Današnja Brajdica je početkom XIX. v. kultivirana i tada je nazvana po vinogradu. 1855. je kroz taj nasip probijeno novo korito Rječine i stvorena je Delta.
Nakon ukidanja Severinske županije 1787 godine, na obalnom području od Rječine do Senja formirano je Ugarsko primorje, podeljeno na dva kotara: bakarski i vinodolski. Područje Trsata, Sušaka, Vežice i Drage spadalo je u bakarski kotar. Za vreme francuske uprave u razdoblju od 1809. do 1813. upravnu vlast nad Trsatom, Sušakom, Podvežicom i Dragom imao je Riječki magistrat, a nakon odlaska Francuza uprava Riječkog magistrata ostala je nad ovim područjem sve do 1834. godine, kada je odredbom cara Franca II. Rijeka morala vratiti ovo područje Bakru. Godine 1874. dolazi do nove podele i osnivanja trsatske opštine kojoj su pripadali područje Sušaka, Vežice i Trsata. Sedište je isprva bilo na Trsatu, a 1882. Sušak postaje sedištem kotara.
1800. godina je početak razvoja grada Sušaka kada A. C. Šram (Shram) ispod kapelice na novoj obali Rječine (oko Cindrićeve ulice) gradi fabriku duvana, a kasnije i stambene zrade. Ta fabrika dobiva i monopol na duvanske proizvode u čitavoj Napoleonovoj Ilirskoj provinciji. 1821. Riječanin L. A. Adamič (Adamich) kupuje mlin u Lucizi i gradi Harteru (Fabriku papira) koju kupuju i nadograđuju Čarls Mejner (Charles Meynier) i Volter Krefton Smit (Walter Crafton Smith), značajni engleski fabrikanti. U uvali Martinšćica se 1833. gradi pristanište za brodove i prostrani lazaret za zaštitu Rijeke od zaraznih bolesti.
1815. Sušak (bez Trsata i Podvežice) ima 146 stanovnika, 1829. g. 225, 1851. g. 473, a 1873. g. 613 stanovnika.
Od 70-ih godina XIX veku počinje intezivnija izgradnja Sušaka kada centar dobiva svoj istoricistički izgled. Treba spomenuti Gjuru Ružića koji gradi čitav stambeni niz od proširenja iza Konta do Piramide. 1888. se gradi i hotel Continental.
Od 1822. područje Sušaka više nije u posedu Austrije, a time ni pod riječkom jurisdikcijom, već je sve do 1874. pod municipijem Bakra (Buccari), kada se osniva opština Trsat, a 1877. sedište opštine seli na Sušak, a 1919. kada ukazom kralja Petra, Sušak, iako je bio pod kontrolom saveznika Antante, dobiva status grada, ima 12.000 stanovnika.
Raspadom AU 1918. područje od Kostrene do Kastva pod kontrolom je savezničkih snaga Antante Francuske, Italije i V. Britanije pa je i Sušak poput Rijeke pod nedefinisanim statusom. 24. X. 1919. Kraljevina SHS proklamuje aneksiju Sušaka, a Rapalskim ugovorom 1920. formira se Slobodna Država Rijeka,. Pregovorima u Santa Margheriti u avgustu 1922. priznaje se suverenitet Kraljevine SHS nad Sušakom, a 30. X. grupa fašista iz Rijeke upada na Sušak. 3. III. 1923. italijanska i francuska vojska se povlači sa Sušaka uz svečani doček jugoslovenske vojske.čime se de facto izvršava aneksija Kraljevini SHS,
Rimskim sporazumom iz 1924. godine Slobodna Država Rijeka, je podeljena između Kraljevine Italije i Kraljevine Srba, Hrvata i Slovenaca, tako da je veći deo Slobodne Države Rijeka pripao Italiji, a Sušak se i de jure priključuje Kraljevini Srba, Hrvata i Slovenaca. Sušak je tako ostao zaseban grad. Granica Sušaka se sa Rječine pomera do Mrtvog kanala (Fjumare) kako bi Delta i Porto Baroš postali luka Sušaka i Kraljevine SHS šta dovodi do razvoja Sušaka.
U razdoblju od samo nekoliko godina međuratnog života postaje privredno središte, turističko mesto te najvažnĳa tranzitni grad za Hrvatsko primorje, Dalmacĳu i unutrašnju Hrvatsku. Početkom tridesetih godina triput je manji od Rĳeke, broji tek 16.000 stanovnika, ali za Kraljevinu Jugoslavĳu znači mnogo više nego istovremeno Rĳeka Italĳi. U sušačkoj luci promet stalno raste, tu se nalazi udruženje brodovlasnika i savez industrĳalaca, a do sredine tridesetih godina izdano je preko 500 građevinskih dozvola za stambene, javne i privredne zgrade.
Graditeljski fond Sušaka sa početka XX. veka uglavnom projektiraju riječki projektanti Đovani Randić (Giovanni Randich), Rafaelo Kuloti (Raffaello Cullotti), Karlo Konigi (Carlo Conighi), Đovani Marria Kuret (Giovanni Maria Curet) i Conrad La Grasta, koji kasnije prelaze na Sušak. Uz njih javljaju se Frane Matković, Vlatko Vidmar i Frančesko Matiasi (Francesco Mattiassi). Najplodniji sušački graditelj među njima je Đovani Randić, kojem u projektovanju služe primeri francuske i nemačke arhitekture i prepoznatljiv je po kontinentalnom izgledu vila i po primeni crvene fasadne cigle. Gotovo sva značajnija stambena izgradnja na Sušaku između dva svetska rata vezana je uz imena Davida Bunette i Borena Emilija uz povremene bleskove Frane Matijasića (Francesco Mattiasi) i Konrada La Graste. Krajem tridesetih godina na sceni se pojavila mlađa generacija domaćih arhitekata: Kazimir Ostrogović, Davor i Milan Švalba (Schwalba) i dr. Na području intenzivne i ambiciozne javne izgradnje ističe se doprinos zagrebačkoga kruga arhitekata koji svoje zamisli ostvaruju na brojnim javnim natečajima (Gradska većnica, regulaconi plan, bolnica, Sušački oblakoder-Narodni dom), dok se događanja na planu stanogradnje svode na delatnost nekolicine domaćih poduzetnika.
Na Sušaku je moderan stil prihvatan vrlo rano, na samom početku tridesetih godina, u okviru svih graditeljskih tipologĳa. Tradicionalni izraz, kao i u Rĳeci, poklapa se sa primorskim, kojeg unutar svojega delokruga također promovira gradski Građevinski ured (župne crkve, Gradska štedionica, Park hotel, Srpska pravoslavna crkva), a prihvataju ga i projektanti slobodne profesĳe. Primer evokacĳe klasičnih vrednosti u međuratnoj arhitekturi Sušaka zgrada je većnice iz kasnih dvadesetih (danas rektorat Riječkog univerziteta), kojom se sugeriše ozbiljnost i respektabilnost gradske uprave kao naručioca. Zanimljiv je, nadalje, primer sušačke željezničke stanice, čĳa se autorica, zaposlena u Ministarstvu saobraćaja Kaljevine Jugoslavĳe, inspirira rĳečkom i opatĳskom istoricističkom arhitekturom vila koja tada imponuje državnim institucĳama, na żalost potpuno nepotrebno uništena u riječkom urbicidnom pohodu 2010-ih godina. Spomenik kralju Petru I Karađorđeviću je otkriven 8. maja 1938.
Bolnica kralja Aleksandra je otvorena 16. XII. 1934. (posle rata Opšta bolnica dr. Zdravko Kučić, od 1982. sastavni deo Kliničkog bolničkog centra Rijeka), a 1935. osniva se i Gradska biblioteka Sušak. Promet luke u 1937. bio je 740.000 tona.
Britanski bombarderi su 21/22. decembra 1940. gađali Veneciju i Rijeku, a pogođen je i Sušak.
U okviru napada sila Osovine na Jugoslaviju Kraljevina Italija po Rimskom sporazumu okupira i anektira deo Hrvatskog primorja i Gorskog kotara, na što Sušačani reaguju i osnivaju na Tuhobiću partizansk odred 'Božo Vidas Vuk', prvu partizansku jedinicu u Hrvatskoj na čelu s Mošom Albaharijem. U partizanskom pokretu sudeluju brojni Sušaćani, između ostalog i nogometaši Sušačkog radničkog kluba 'Orijent'..
Dana 10. februara 1947. godine na Mirovnoj konferenciji u Parizu FNR Jugoslaviji je pripalo 175 km² teritorija u Julijskoj krajini većinski naseljenog Hrvatima i Slovencima, dok je od preostalog područja formirana Slobodna Teritorija Trsta. Dana 2. februara 1948. godine održani su izbori za Gradske narodne odbore, čime su se stvorili temelji za spajanje Rijeke i Suška. Dana 12. februara 1948. održana je prva sednica Narodnog odbora Rijeka na kojoj je osnovan Kotar Rijeka, i na kojoj je Rijeka (nakon Jelačićeve okupacije 1848-1868), spojena s opšinom Zamet i Sušak.

## Zanimljivosti
- Rječina je kroz čitav srednji i novi vek (do 1948) bila granica, najpre feudalna granica između germanskih posednika Rijeke i hrv. feudalaca Frankopana (u posedu Trsata), a kasnije granica između Austrije i Hrvatske, te od 1779. Rijeke kao corpusa separatuma Mađarske i Hrvatske, Slobodne države Rijeke i Kraljevine SHS, zatim Italije i Jugoslavije te od 1945. do 1947. između Okupacione zone A Julijske krajine i FNRJ.
- Prilikom Jelačićeve okupacije Rijeke 1848. obešena hrv. trobojnica na Gradski toranj, ali na graničnom prelazu kod mosta i dalje je sa sušačke strane vijorila hrvatska, a sa riječke strane je ostala mađarska zastava.
- Pre okupacije Rijeke (1848) Jelačićevi panduri su se stacionisaii na Sušaku u pratnji 500-tinjak seljaka (M. i Ž. spola) svi sa džakovima za spremanje plena[15].
- U dvorcu (danas ruševine) do Trsatske gradine Laval Nugent je otvorio 1. muzej u Hrvatskoj. Njegova zbirka umetnina je završila u Zagrebu
- U brodogradilištu u Kraljevici je 1927. radio Josip Broz. Na zahtev žandarmerije sa Sušaka zagrebačka policija uhapsila ga je 14. jula 1927. skupa sa lekarom sanatorija u Kraljevici Miroslavom Delićem, pod optužbom za širenje komunizma i sprovela na Sušak[16] (Šetalište 13. Divizije 6 gde je postavljena spomen ploča)
- Sušak ima jedinstveni kružni željeznički tunel iskopan 1900. kako bi se rasteretio saobraćaj kroz riječku putničku obalu te sušačke pruge i Porto Baroš direktno spojili sa prugom za Karlovac. Tunel je dužine 1838 metara i u ono vreme je bio najduži tunel toga tipa u Evropi. Ima uspon od 21 promila, veliki za železnicu, a naknadno su izbusena dva dimovoda zbog zagušljivosti od parnih lokomotiva[17]. Tunel se bušio sa dve strane, sa Brajdice i iznad Piramide i kako prema merenjima nije došlo do spajanja glavni projektant je izvršio samoubistvo uveren da su se mimoišli. Dva dana kasnije dva su se tunela spojila tačno u santimetar.
- Tower centar na Pećinama je najveći trgovinski centar na zapadnom BalkanuGlavna sušačka železnička stanica od izgradnje pruge 1875. je bila Pećine-Sušak. 1938. izgrađena je na Sušačkom keju zgrada originalnog arhitektonskog rešenja po uzoru na lovranske carske vile, ali nije ušao u funkciju zbog rata. Prilikom izgradnje nove ceste prema tunelu za zaobilaznicu, zbog nesposobnosti zagrebačkih projektanata, 2000-ih se ta vredna zgrada ruši, a da nitko nije pomisiio na samubistvo jer da je trasa išla samo 50 m severnije rušila bi se samo improvizirana skladišta dasaka.
- Pičmanov Sušački oblakoder-Narodni dom na Sušaku iz 1938.(od 1991. HKD) nalazi se na nadsvođenom podzemnom jezeru.
- Pećìne, najlepši deo Sušaka, nema lungomare (obalno šetalište) kao posljedica 'divljeg' urbanizma. Dok su austrijska letovališta od Voloskog do Lovrana, pa tako i carske vile, bile odvojene od mora javnim šetalištem i javnom obalom, u Hrvatskoj i Kraljevini Italiji to su suvišne civilizacijske tekovine te na Pećinama i na Kostabeli privatne vile otimaju obalu.
- Pitoreskna Sušačka pjaca u Cindrićevoj ul. uništena je izgradnjom 'Istočnog izlaza', vijadukta do Piramide.
- Prva bioskopska predstava održana je 1900. u hotelu Sušak, gde se kasnije uredila posebna bioskopska dvorana[17]. Sušak je posle rata imao tri bioskopa: Tuhobić (kasnije Amatersko kazalište Car Emin, uništen 90-ih zbog nebrige Grada), Jadran (90-ih pretvoren u fitnes centar) i Neboder (za vreke renoviranja NK Ivan Zajc prenamenjen za pozorišne predstave).
- Kont i 'Četrnajstica' (na vrhu Sušačkog nebodera) su bile najpopularnije sušačke kafane.
- Prvi disko klub na Sušaku je bio Sajonara (1966), a Tenis-Pećine, pored Nafte u Rijeci, je od 1964. bio glavni rol plesnjak na otvorenom na kome su nastupali poznati Ri i YU rok bandovi. Dvorana Car Emin je 60-ih bila mesto rok koncerata dok se 1969. nije otvorio Stereo (Sušački neboder). 70-ih se otvara i Klub 2 boda u Čitaonici na Trsatu.

## Administrativna podela Sušaka
Kvartovi i naselja koja pripadaju Sušaku (u zagradama broj stanovnika prema popisu iz 2001. i 2011):
- Bulevard (2.474 * 2.067),
- Centar Sušak (2.120 * 1.812)
- Draga (1.514 * 1.463),
- Grad Trsat (2.336 * 2.296),
- Krimeja (3.180 * 3.180),
- Orehovica (589 * 539),
- Centar Sušak - pogled sa Sušačkog oblakoderaPašac (472 * 410),
- Pećine (3.118 * 2.546),
- Podvežica (7.160 * 6.110),
- Svilno (890 * 846),
- Sv. Kuzam (243 * 240),
- Vežica (7.731 * 6.783)
- Vojak (3.501 * 2.854).

Ukupno Sušak je 2001. imao 35.328 stanovnika, a 2011. je pao na 31.146.
Orehovica, Pašac i Svilno nisu gradski kvartovi Sušaka, već su naselja Grobničkog polja administrativno pripojena Sušaku.

## Obrazovanje
- Nova zgrada Filozofskog fakultteta na KampusarniSrednje škole:

- Sušačka gimnazija (ima tradiciju od 1896. g. kada u novoizgrađenu palaču na Sušaku seli osmogodišnja škole iz Rijeke u kojoj se od šk/g. 1848/49. odvijala nastva na hrvatskosrpskom jeziku)
- Privatna srednja škola (ex Park hotel),
- Građevinska tehnička škola
- Srednja škola za primijenjenu umjetnost.

Na Sušaku se nalazi i Dom učenika "Sušak"
- Astronomski centar na VežiciNa Vežici se nalazi znanstveno-edukativni Astronomski centar Rijeka
- Rektorat Sveučilišta u Rijeci
- Univerzitetski Kampus, popularno nazvan Kampusarna (Campus+(ka)sarna), na prostoru ex Trsatske kasarne su po uzoru na angloameričke univerzitete preseljeni fakulteti iz centra Rijeke te izdvajaju studenati iz urbanog života Rijeke. Tu su smešteni:

Akademija primenjenih umetnosti
Filozofski fakultet
Građevinski fakultet
Biotehnološki fakultet

Odel fizike Medicinskog fakulteta

## Kultura
- HKD na Sušaku
- Trsatska čitaonica
- Klub Sušačana
- Teatar Trafik
- Amatersko kazalište Viktor Car Emin
- Galerija Kortil
- Vila Ružić - Spomenička biblioteka i zbirka Mažuranić-Brlić-Ružić
- Brodogradilište Viktor Lenac između Pećina i KostreneTrsatska glazba
- Hor 'Jeka Primorja'
- Časopis Sušačka revija

## Privreda

### Industrija
Uz spomenutu fabriku duvana i Harteru s početka XIX v., krajem tog veka počinje s radom topionica olova Plumbum (nazvan tako i kvart), a u XX. st. na Krimji je i Ukod (Fabrika ukočenog drva).
U socijalizmu (1945-1990) sušačka industrija se jače razvila izgradnjom livnice i fabrike Vulkan (umesto Plumbuma), te preselenjem remontnog brodogradilišta Viktor Lenac iz riječke luke u Martinšćicu i Ivexa na Krimeju. U to vreme Porto Baroš je glavna izvozna luka za daske i ostale drvne proizvode, a Exportdrvo (čije sedište je prebačeno u Zagreb)  je zapošljavao velik broj radnika, ali 1990-ih godina dolazi do uništenja te industrije (osim 'Viktor Lenca), a industrijska zona Rijeke smeštena severno od Sušaka, na Kukuljanovu, novom administrativnom podelom dolazi pod Grad Bakar, tako da je savremeeni Sušak uglavnom sveden na rezidencijalni deo Rijeke.

### Turizam
Početak turizma na Sušaku vezuje se uz 1880. kada se gradi hotel Continental, a 1885. bilo je sagrađeno i prvo sušačko kupalište..
U XX. veku atraktivna obala Pećina od belog vapnenca sa pitoresknim uvalama i šljunčanim plažama glavna je meka za turiste te se na obali gradi atraktivni hotel Jadran (ex Neptun) te Park hotel, a 1938. hotel Neboder znatno obogaćuje turističku ponudu. Danas su se toj ponudi pridružili mnogi hosteli.
Na Pećinama je podignut svojevremeno najveći trgovački centar u Hrvatskoj u kome, pored trgovačke ponude deluje i multipleks bioskop.

## Sport
Sušak ima jaku sportsku tradiciju najviše vezanu za 1908. godinu kada učenici Sušačke gimnazije utemeljuju srednjoškolski sportski klub koji 1910. godine menja ime u Hrvatski športski klub Victoria da bi 1920-ih postali Jugosloenski sportski klub Victoria. Najstariji je plivački klub u Hrvatskoj, a ima i jaku fudbalsku sekciju. Od 1922. postaju višestruki državni prvaci u plivanju, a 1938. postaju i jugoslovenski prvci u vaterpolu. Između dva rata deluje i enis sekcija (1922), tzv. češki rukomet (1924) lakoatletičarska te košarkaška sekcija (1938) koja s ekipom „Sokol 2“ iz Zagreba održava prvu službenu košarkašku utakmicu u istoriji košarke u Jugoslaviji. Pod tim imenom je delovao do završetka Drugog svetskog rata, a posle rata promenjeno je ime u Plivački i vaterpolo klub 'Primorje' (koje je sa Sušaka preseljeno u Rijeku, najpre na bazenu Školjić, a zatim na Kostabelu).
Sušak ima jaku fudbalsku tradiciju: Victorija je prvu fudbalsku utakmicu odigrala 4. X. 1911. Protivnik je bila Olimpija iz Karlovca, a rezultat 12:0 u korist Victorije. Ovo je bila i prva utakmica koja se igrala po pravilima nogometne igre. Zatim je tu tradicija sušačkog sportskog radničkog kluba 'Orijent'. NK Orijent je osnovan na Sušaku 1919. g. pod imenom Orient. Ime klubu je dao pomorac F. Matković i od svojih početaka Orijent je bio klub radničke i đačke omladine. Posle rata Orijent je nazvan NK Budućnost, da bi se uskoro vratio stari naziv. U takmičenjima u okviru FSJ-a Orijent više puta sudeluje u kvalifikacijama za 2. ligu, a povremeno i nastupa u 2. ligi. Definitivno najveći uspeh tada ostvaren je 1969. godine kada kao prvak 2. savezne lige-zapad igra u kvalifikacijama za ulazak u 1. ligu, ali ne uspeva.  Orijent je odličan i u drugoj sezoni 1969./70. kao drugoligaš, osvaja četvrto mesto, a u sezoni 1972/73. Orijent napušta drugoligaško društvo, ali ne zbog rezultata već zbog teške financijske krize kluba. U takmičenju za kup Maršala Tita najveći uspeh zabeležen je u sezonama 1981/82. i 1982/83. nastupima u četvrtfinalu. Stvaranjem HNL-a Orijent se takmiči uglavnom u 2. HNL, a u sezoni 1996./97. ostvaruje najveći uspjeh nastupom u 1. HNL u kojoj je osvojio 14. mjesto, no zbog reorganizacije lige ipak nije uspio opstati u istoj.
Na Sušaku deluje i Taeckwondo klub „Sušak“, Košarkaški klub Bulevar, Ženski košarkaški klub „Sušak“, rukometni klubovi Pećine i Trsat, Muški i ženski odbojkaški klub Gornja Vežica, Ženski odbojkaški klub "Sušak", boćarski klubovi Vežica i Trsat, SD V. Lenac, Veslački klub Jadran i drugi.
Od spotskih objekata na Sušaku se nalazi Dvorana Mladosti, fudbalski stadion Krimeja, atletska staza na Kampusarni, tenis tereni na Pećinama, Dvorana za borilačke sportove Sušak, Boćarski centar Podvežica.

## Poznati Sušačani
- Gjuro Ružić, fabrikant i mecena
- Skultura Janka Polić Kamova na Titovom trgu, rad akademskog vajara Zvonka KamenaraJanko Polić Kamov, pesnik, dramatičar, prozaista
- Ödön von Horváth, književnik
- Viktor Ružić, fabrikant, 1. ban Banovine Hrvatske
- Zdravko Kučić, lekar, partizan
- Nikola Polić, pesnik
- Dušan Prašelj, dirigent
- Slava Wimmer Johnny, jugoslovenska rekoderka u plivanju
- Ivica Jobo Curtini, vaterpolista
- Lovro Matačić, dirigent
- Katinka Mittel, plivačica, partizanka
- Dragutin Ciotti, gimnastičar
- Zdenko Kolacio, arhitekta
- Belizar Bahorić, likovni umetnik
- Zmaj Defilipis, plivač, pravnik
- Igor Emili, arhitekta
- Ivo Margan, lekar i diplomata, član Izvršnog odbora Svetske zdravstvene organizacije, izvršni direktor UNESCO-a
- Bartol Zmajić, arhivator i stručnjak s područja pomoćnih istorijskih nauka
- Neva Rošić, pozorišna glumica i režiserka
- Dunja Rihtman-Auguštin, etnolog i kulturna antropološkinja
- Bosiljka Janjatović, istoričarka
- Ivo Maček, pijanist, klavirski pedagog, kompozitor i akademik
- Neda Šimičić, pesnikinja, slikarka, performerka
- Berislav Borčić,, lekar i higijeničar, gl. savetnik Svetske zdravstvene organizacije
- Miljenko Zgrablić, nefrolog

## Znamenitosti
- Ulazni trem na Trsatske škaleHartera – fabrika hartije je vredno industrijsko nasleđe od 1824. kada engleski industrijalci William Moline, Charles Meynier i Walter Crafton Smith pokreću najmodernju proizvodnju papira koja je uspešno delovala sve do 1990-ih. Taj se prostor pokusava revitalizovati održavanjem raznih kulturnih manifstacija, od izložbi, pozorišnih predstava do rock koncerata pod nazivom „Hartera“.
- Lanterna KavasakiTrsatske škale ili stube vode od sušačke strane Titovog trga u Rijeci do franjevačkog manastira, crkve Gospe Trsatske i trsatskog kaštela, Dao ih je 1531. izgraditi kapetan Klisa Petar Kružić te su po njemu te škale službeno nazvane Stube Petra Kružića. Tada je postavljeno 128 stepenica na najstrmijem delu staze. Ostale stube izgrađene su kasnije, pa danas od podnožja na Sušaku do vrha vodi ukupno 561 stepenica. Na završetku stuba, u sastavu današnje bazilike, smeštena je i kapela Svetog Petra, koju je Kružić podigao i u kojoj počiva telo uskočkog kapetana. Gornji deo Trsatskih stuba dao je 1725. godine sagraditi Gavro Aichelburg (Ajhelburg), vojvoda štajerski, kranjski i koruški. Na njihovom početku nalazi se barokni trem iz 1745[21].

- Sušački oblakoder je modernističko arhitekonsko ostvarenje u međuratnom razdoblju (1938) arhitekte Josipa Pičmana u kome se ističe uloga dominantne zgrade - ostakljenoga hotela Nebodera - koji se izdiže iz okoline i vidljiv je izdaleka te predstavlja «simbol i obeležje Sušaka». Neboder je preko trouglaste terase povezan sa peterospratnom zgradom (Narodni dom na Sušaku) namenjen mnogobrojnim kulturnim sadržajima[22].
- Baltazargradsko kupalište na PećìnamaPiramida, po kojoj je nazvan i sušačk kvart, bila je postavljena na mestu odvajanja kolnog puta Dorotea od Karolinskog druma (preko Vežice i Drage). Dorotea je puštena u saobraćaj 1833. kao pristupni put za lazaret u Martinšćici. Nazvan je po Mariji Doroteji, supruzi austrijskog nadvojvode Josipa. Na spomeniku su dva natpisa u slavu cara Franca I, nadvojvode Josipa te guvernera Ferenca Ürmenyja. U slobodnom prevodu oni glase: Kolni put nazvan Marija Dorothea po imenu najbolje supruge presvetlog palatina Kraljevine Ugarske, nadvojvode austrijskog, Josipa, a drugi natpis: 1833, veličanstveni Franc I, koji drži žezlo Ugarske, nadvojvoda Palatin Josip, Ferenc od Ürmenyja guverner ugarskog Primorja ovaj put i zavod prema kojemu on vodi zajednički podigoše. Kod Piramide je iz Rijeke premešten i stariji carski miljokaz Karolinskog puta koji je od 1728. povezivao Rijeku i Bakar s Karlovcem s uklesanim natpisom: Karolina po zapovedi uzvišenog Karla VI. velikog cara od ove Rijeke do Kupe 60000 milja dokučila. Izgradnjom prometnica na Sušaku 1970-ih ovaj je spomenik premešten istočnije na neadekvatnom mestu srušenh zgrada bez restaurisane kamene balustrade i partera[23].
- Trsatski kaštelSkulptura - instalacija Zvonimira Pliskovca na Stubama Trinaestorice streljanih iz 1984.
- Vila Ružić na Pećinama porodična je kuća Viktora Ružića, starijeg, (hrvatski ban i ministar pravde te advokat, kulturni radnik i slikar). Izgrađena 1938. prema projektu Davida Bunette. Posebnost vile jest da je projektovana prema nameštaju koje su Viktor i Nada Ružić nasledili i koristili u kući Ružić u Strossmayerovoj 26. Nada Brlić Ružić, Viktorova žena, najstarija je kći Ivane Brlić Mažuranić, poznate hrvatske spisateljice i unuke Ivana Mažuranića, hrvatskog bana i pesnika. U Vili Ružić danas se čuvaju predmeti koji čine Spomeničku biblioteku i zbirku Mažuranić-Brlić-Ružić i spada u zaštićeno pokretno kulturno dobro RH (8000 knjiga u 10.000 svezaka, zbirka fotografija, dokumenata, stilskog nameštaja, umetničkih slika i bista te ličnih predmeta za svakodnevnu upotrebu spomenutih porodica i njihove rodbine. Neki od predmeta su: bista Ivana Mažuranića kipara Ivana Rendića, prstenje Smail-age Čengića koje je Ivanu Mažuraniću poklonio crnogorski vojvoda Đorđe Cerović, sin junaka Novice Cerovića koji je ubio Smail-agu, te periodična izdanja novina Danica Ilirska, odnosno Danica Horvatzka)[24].
- Lanterna grada Kavasakija na Pećinama postavljena je 1980. Lanterna je rad majstora kamenoklesara, visoka 3 m i teška 6 t. Ispred nje dve mermerne ploče: jedna s urezanom posvetom tadašnjeg gradonačelnika Kawasakija, Saburo Itoa, na kojoj uz potpis piše Gradovi prijatelji i druga sa natpisom U znak prijateljstva ovu spomen lanternu darovao je Rijeci grad Kawasaki Japan[25].
- Klaustor Franjevačkog manastiraSkulptura Baltazargradsko kupalište na plaži Grčevo smeštena na samom kraju Pećina u neposrednoj blizini Brodogradilišta Viktor Lenac je „site-specific“ umetnička instalacija  koju su pod mentorstvom umetnika Igora Eškinje, osmislile studentice Akademije primenjenih umetnosti iz Rijeke. To je čelična skulptura koja pogledom kroz njene otvore menja promatračev doživljaj okoline te 15 natpisa na betonskom platou koji pozivaju na interakciju i igru te su vidljivi samo u kontaktu s vodom[26]. Umetnički proces nadahnut je temom Balthazara, svetski poznatog i nagrađivanog animiranog serijala, u kojem je Rijeka glavna inspiracija i nadahnuće autoru scenografije za stvaranje Baltazargrada, koji je postao i dio manifestacije Rijeka 2020 EPK (Evropska prestolnica kulture).
- Sušački Belveder - rezervoar vodovoda u Parku Ive Lole RibaraSrednjevekovni i Laval-Nugentov kaštel na Trsatu izgrađen na temeljima prahistorijske japodsko-keltske gradine I kasnoantičke I ranosrednjovekovne utvrde. Spominje se u Vinodolskom zakoniku iz 1288. kao posed krčkih feudalaca Frankapana u čijem posedu Trsat se nalazio do 1529. godine. Početkom XIX. st. Laval Nugent (Nižàn, Nidžent) kupuje zapušteni srednjovekovni frankopanski kaštel te ga restaurira uz mnoge preinake te u njemu osniva prvi muzej u Hrvatskoj, ali su na žalost mnogobrojni i vredni artefakti krajem XIX. st. završili u Zagrebu (Arheološki muzej) bez namjere vraćanja zbirke (86 sanduka) na Sušak.
- Sakralni objekti na Trsatu:

- Crkva sv. Jure, najstarija je crkva na Sušaku (sredina XIII. st.
- Franjevački manastir I kapelica su utemeljeni 1431. darovnicom zemjišta Nikole IV Frankapana franciskanskom redu, a Martin Frankapan, dozvolom pape Nikole V., zavetujući se franjevcima gradi franjevački konvenkt i manastirsku crkvicu 1453. godine, na mestu gde se prema legendi od 1291. do 1294. nalazila Nazaretska kućica
- Crkva Gospe Trsatske je jedno od najstarijih marijanskih svetišta u Hrvaskoj (prvobitna manastirska kapelica proširivana je do 1824. u provincijalnom kontinentalnom neobaroknom stilu.

- Srpska pravoslavna crkva Sv. Đorđa (Svetog velikomučenika Georgija) na Trsatu je nova crkva izgradjena u neobaroknom stilu 1939/ godine na vrhu Bulevara za potrebe žitelja grada Sušaka.
- Ljubo de Carina, spomenik borcima NOB-aTrsatska čitonica. Pod imenom Narodna čitaonica osnovana je 1877. godine u školskoj zgradi gde su se izdavale knjige, omogućavalo čitanje novina i organizovana su predavanja. Nova zgrada čitaoničkog doma otvorena je 31. septembra 1897. g. Čitaonica uz bibliotečne prostore ima veliku salu s pozornicom u kojoj se održavaju razne manifestacije i izložbe te srednju i malu salu za sastanke, a u suterenu je ugostitejski objekt s parkom.. Zanimljivo je da su članovi čitaonice doveli na Trsat mladog novinara i političara Frana Supila, koji je u Rijeci ostvario uspješnu karijeru . 1941. većina članova prišla je pokretu otpora talijanskoj okupaciji[27].
- Spomenik NOB-a Ljube de Carine (1977)
- Park heroja sa spomen kosturnicom najlepši je park u današnjoj Rijeci. 4. VIII.1957. Savez boraca NOB-a podigao je spomen - kosturnicu u Parku heroja koja je bila projekt arhitekata Zdenka Kolacija i Zdenka Sile. Kusturnica je bila posvećena palim borcima NOB-a. Na spomeniku je zapis posvećen žrtvama, stihovi Ivana Gorana Kovačića iz pesme "Naša Sloboda" napisane 1943. godine:

„PUZI SLOBODO NE TREBA DA LETIŠ
NEK TVOJE KOSTI POKRIVAJU KRPE
AL' JEDNOM IZNAD NAŠE MRTVE HRPE

ŽIVOTOM ĆEŠ SE SMRTI DA OSVETIŠ.“
- Granica između Kraljevine Italije i Kraljevine Srba, Hrvata i Slovenaca, Sušak 1929. godine
- Most preko reke Rječine 1945. godine
- Istočni Sušak: pogled sa tornja Vulkan (Pećìne) prema zapadu
- Centar Sušaka

## Spoljašnje veze
45° 19′ 23″ N 14° 28′ 08″ E / 45.32306° С; 14.46889° И